# Alvin Kraenzlein
Alvin Kraenzlein (n. 12 decembrie 1876, Milwaukee, Wisconsin, SUA – d. 6 ianuarie 1928, Wilkes-Barre, Pennsylvania, SUA) a fost un atlet american, laureat cu patru medalii de aur olimpice.

## Carieră
Americanul a fost student la stomatologie la Universitatea din Pennsylvania, unde a fost pregătit de antrenorul Mike Murphy. La Jocurile Olimpice din 1900 de la Paris a obținut două medalii de aur la 110 de metri cu garduri și la 200 de metri cu garduri pentru că a alergat cu o tehnică nouă cu piciorul drept, menținându-și viteza peste fiecare gard. În plus, a cucerit aurul la 60 m și la săritura în lungime.
După ce s-a retras din activitate Alvin Kraenzlein a fost antrenor la Universitatea din Michigan. A pregătit și echipa olimpică a Germaniei, având părinți din Germania, și echipa națională a Cubei.

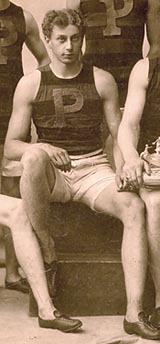
În 1899
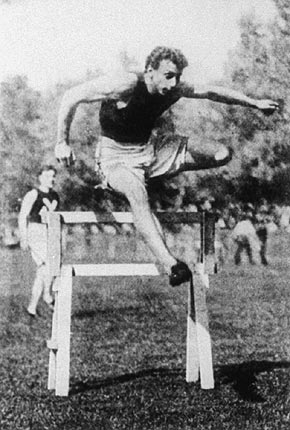
La JO din 1900

## Realizări
| An   | Competiție        | Locație       | Loc | Eveniment     | Note    |
| ---- | ----------------- | ------------- | --- | ------------- | ------- |
| 1900 | Jocurile Olimpice | Paris, Franța | 1   | 60 m          | 7,0 s   |
| 1900 | Jocurile Olimpice | Paris, Franța | –   | 100 m         | NS      |
| 1900 | Jocurile Olimpice | Paris, Franța | 1   | 110 m garduri | 15,4 s  |
| 1900 | Jocurile Olimpice | Paris, Franța | 1   | 200 m garduri | 25,4 s  |
| 1900 | Jocurile Olimpice | Paris, Franța | –   | 400 m garduri | NS      |
| 1900 | Jocurile Olimpice | Paris, Franța | 1   | lungime       | 7,185 m |